# Geschichte der Universitäten zu Löwen
Die Geschichte der Universitäten zu Löwen reicht zurück bis in das Jahr 1425, als Papst Martin V. in seiner Bulle Sapientiae immarcescibilis seine Zustimmung zur Errichtung eines „studium generale“ in der Brabanter Stadt Löwen erteilte. Bis dahin zogen Studierwillige an die alte Universität Köln, die dann an der Gründung ihrer Tochter auch beteiligt war. Die alte Universität Löwen ist damit die erste Universität auf dem Gebiet der heutigen Beneluxländer. Die Universität entwickelte sich rasch zu einer der größten und angesehensten Europas und war kulturelles und wissenschaftliches Zentrum der südlichen Niederlande. Ihre Blütezeit erlebte sie in der ersten Hälfte des 16. Jahrhunderts, als eine der Hauptstädte des Humanismus. Die nichttheologischen Fakultäten wurden bereits 1788 nach Brüssel verlegt. Während der Französischen Revolution wurde die Universität Löwen nach dem Frieden von Campo Formio, mit dem die österreichischen Niederlande 1797 formell an Frankreich abgetreten worden waren, wie alle Universitäten in Frankreich aufgelöst. Archiv und Bibliothek der alten Universität gelangten nach Brüssel und ein Teil der Bücher sogar nach Paris.
Im Jahr 1817 wurde in Löwen eine neutrale Reichsuniversität ohne theologische Fakultät eröffnet, aber im Jahr 1835 im Zuge der Neuregelung des Hochschulwesens im Königreich Belgien aufgelöst.
Die belgische Bischofskonferenz hatte bereits im Jahr 1834 eine katholische Universität gegründet und in Mechelen eröffnet. Sie wurde 1835 nach Löwen verlegt, nach der Schließung der Reichsuniversität. Die Katholische Universität Löwen entwickelte sich rasch zur wichtigsten Universität des Landes. In beiden Weltkriegen nahm sie schweren Schaden. Die seit der Abwanderung der Buchbestände der alten Universität neu aufgebaute Büchersammlung der Universitätsbibliothek wurde in der Nacht vom 25. zum 26. August 1914 ein Raub der Flammen, als deutsche Truppen zu Beginn des Ersten Weltkrieges die von ihnen besetzte Stadt Löwen niederbrannten. Auslöser dieser Repressalie war, dass sich deutsche Soldaten von irregulären Heckenschützen beschossen wähnten. Etwa ein Dutzend Handschriften, 800 Inkunabeln und 300.000 Bücher verbrannten. Im Zweiten Weltkrieg griff die Wehrmacht ab dem 10. Mai 1940 Belgien an. Die nach dem Ersten Weltkrieg wiedererrichtete Bibliothek brannte am 16. Mai 1940 erneut vollständig aus und 900.000 Bücher wurden vernichtet. 
Nach dem Zweiten Weltkrieg kam es verstärkt zu Spannungen zwischen den französisch- und den niederländischsprachigen Studenten, die im Herbst 1968 zur Teilung der Universität in die Katholieke Universiteit Leuven und die Université Catholique de Louvain führten.

## Geschichte

### Alte Universität (1425–1797)

Wappen der alten Universität Löwen (1425–1797)

#### Gründung
Die Universität Löwen wurde im Jahre 1425 als studium generale und erste Hochschule auf brabantisch-niederländischem Gebiet gegründet. Im Rahmen einer Welle von neuen Universitätsgründungen im Heiligen Römischen Reich, die im 14. Jahrhundert eingesetzt hatte, hatten sich in Löwen die Stimmen gemehrt, die sich für die Errichtung einer Universität einsetzten. Löwen war zu diesem Zeitpunkt in einer desolaten wirtschaftlichen Lage und verlor auch auf politischem Gebiet zunehmend seine einflussreiche Position an Brüssel. Die Gründung einer Hochschule bot die Chance auf wirtschaftlichen Aufschwung und auf die Schaffung eines intellektuellen Zentrums für die Region. Die Stadt konnte sich der Unterstützung des Herzogs Johann IV. von Brabant versichern, für den die Universität ein Prestigegewinn war, und entsandte Vertreter nach Rom, die das Anliegen Papst Martin V. vortrugen. 
Am 9. Dezember 1425 unterzeichnete dieser die Stiftungsbulle Sapientiae immarcescibilis und verlieh dem Löwener studium generale „die gleichen Rechte, Privilegien und Immunitäten, wie sie die Universitäten von Köln, Wien und Leipzig besitzen“. Die Bulle enthielt die Zustimmung für die Gründung von vier Fakultäten: eine Artistenfakultät, eine Fakultät für Zivilrecht, eine für kanonisches Recht und eine medizinische Fakultät. Alle Gewalt lag beim Rector Magnicifus und beim akademischen Senat. Bald darauf entstand der Wunsch nach der Gründung einer theologischen Fakultät, um die drei Löwener Klöster von der Aufgabe der Ausbildung zu entlasten. Auf einen entsprechenden Bittbrief aus dem Jahr 1431, unterstützt vom damaligen Herzog von Brabant, Philipp dem Guten, gab Papst Eugen IV. am 7. März 1432 die Zustimmung zur Gründung der neuen Fakultät, und das Löwener studium generale wurde zur Universität. Charakteristikum für die Universität wurde ihre Untergliederung in Kollegien, wie sie als „Colleges“ auch in den englischen Universitäten Oxford und Cambridge bis heute bestehen. Dabei entstanden Wohnkollegien, Lehrkollegien und gemischte Einrichtungen.

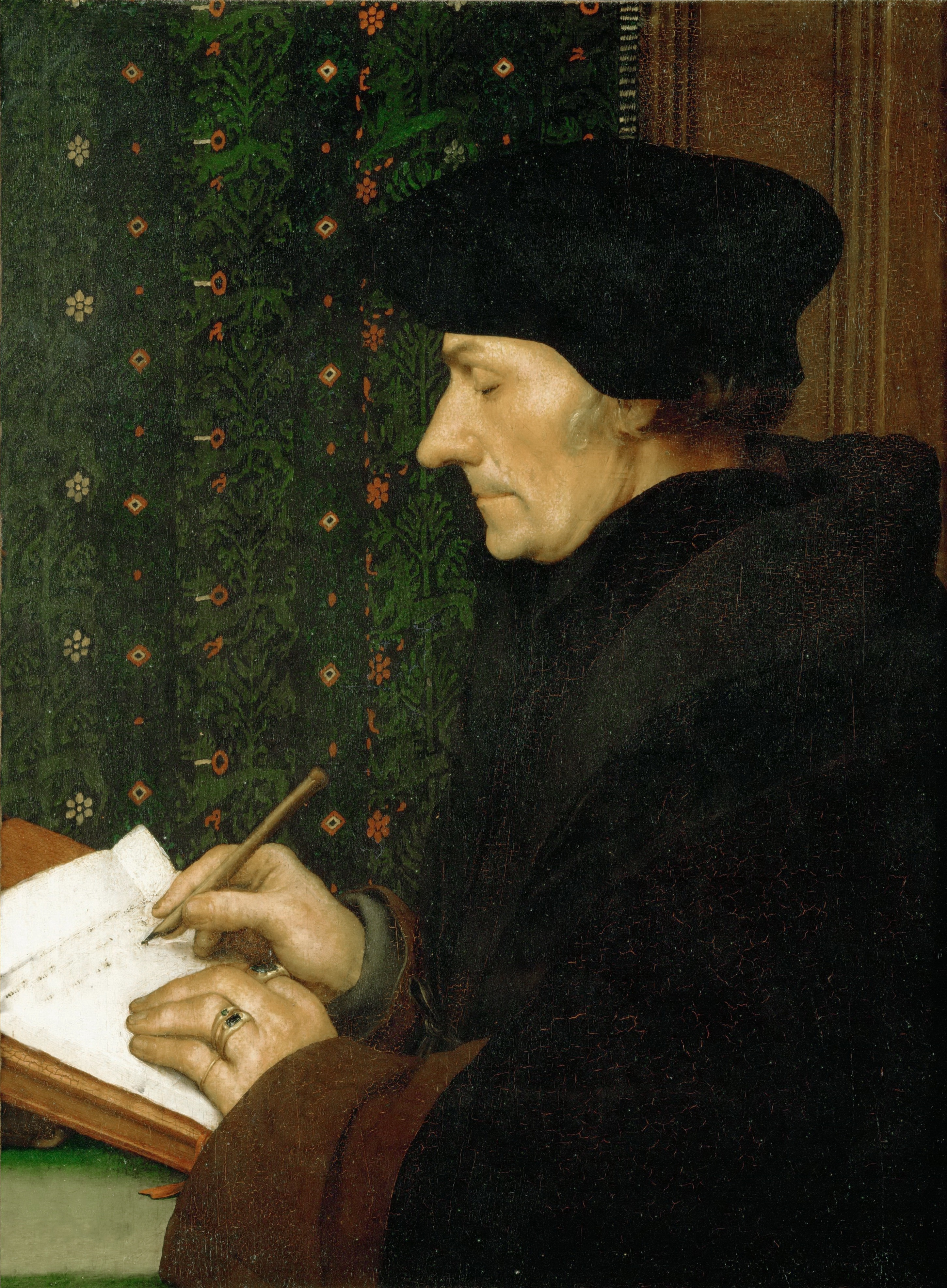
Erasmus von Rotterdam wirkte im Herbst 1502 und in dem Jahr 1517 in Löwen, und wieder von 1518 bis 1521 manchmal in Löwen.

Pestepidemien sowie politische und wirtschaftliche Probleme ließen die Einschreibungszahlen an der Universität im Laufe des 15. Jahrhunderts mehrfach sinken. 1446 erregte ein philosophisch-theologischer Konflikt über die Frage der Verlässlichkeit von Aussagen über zukünftige und zufallsabhängige Dinge (de futuris contingentibus) die Gemüter, der zwischen dem Löwener Universitätslehrer Petrus de Rivo (auch van der Beken) – er bezweifelte die Möglichkeit zuverlässiger Prognosen – und seinem Kollegen Heinrich von Zomeren ausgetragen wurde und in Rom vor Papst Sixtus IV. mit der Verurteilung des ersteren und der erzwungenen Rücknahme seiner Thesen endete.

#### Humanistische Blüte
Eine Blütezeit erlebte die Löwener Universität in der ersten Hälfte des 16. Jahrhunderts, als eine der Hauptstädte des Humanismus. Erasmus von Rotterdam wirkte von 1517 bis 1521 in Löwen und gründete das „Drei-Sprachen-Kolleg“ (Collegium Trilingue) für lateinische, griechische und hebräische Philologie – die damals einzige Einrichtung dieser Art in Europa, die Franz I. von Frankreich im Jahr 1530 zur Errichtung eines „Collège des trois langues“, des heutigen „Collège de France“, inspirierte. Löwen hatte sich zu einem der herausragenden intellektuellen Zentren in Europa entwickelt. Die Löwener theologische Fakultät wurde zu einem der Hauptakteure der frühen Gegenreformation und verfasste auf Wunsch ihres ehemaligen Schülers Karl V. das Löwener Glaubensbekenntnis, das für alle Professoren im habsburgischen Reich verbindlich wurde. Hadrian VI. – ehemaliger Professor und Rektor der Universität – wurde 1522 zum Papst gewählt. Zahlreiche Löwener Universitätsangehörige nahmen am Konzil von Trient teil. 
Die vom Löwener Professor Michael Bajus ausgehenden Ideen des Bajanismus wurden von Papst Pius V. am 1. Oktober 1567 verurteilt. 1587 kam es zu einem Konflikt zwischen der theologischen Fakultät und dem Jesuiten Leonhardus Lessius um dessen Gnadenlehre, die von der Zensur der Fakultät getroffen wurde. Von 1592 bis zu seinem Tode 1606 lehrte der zur katholischen Konfession zurückgekehrte Humanist Justus Lipsius in Löwen als Professor für Geschichte. 1630 wurde Cornelius Jansen in Löwen Professor für Exegese, wodurch Löwen in die Streitigkeiten um den auf ihn zurückgehenden Jansenismus, jene sich auf Augustinus berufende extreme Gnaden- und Prädestinationslehre mit antischolastischer und antijesuitischer Spitze, hineingezogen wurde. Erst 1713 kam es mit der Bulle Unigenitus Dei filius zu einem vorläufigen Ende des Konflikts, nachdem sich die Löwener mit wenigen Ausnahmen der mit ihr durch Papst Clemens XI. ausgesprochenen Verurteilung des Jansenismus unterworfen hatten. 1679 setzten sich Löwener Theologen unter Führung von Christianus Lupus gegen die von jesuitischer Seite aufgestellten 65 Thesen zur moraltheologischen Position des Laxismus ein und erreichten deren Verurteilung durch Papst Innozenz XI. Die Gültigkeit des Bußsakramentes betrafen Debatten über den sogenannten Attritionismus, die Lehre, dass keine vollständige Reue (contritio) zur Erlangung der Absolution erforderlich sei. Gegen die staatskirchlichen Tendenzen der vier Gallikanischen Artikel von 1682 und des seit 1763 in Erscheinung tretenden episkopalistischen Febronianismus sowie des darauf aufbauenden Josephinismus verteidigten die Löwener den Führungsanspruch des Papstes über die Gesamtkirche.
Unter Philipp II. erfolgte Mitte des 16. Jahrhunderts eine Neuordnung der Diözesen in den damaligen habsburgischen Niederlanden. Löwen, das bis dahin zum Bistum Lüttich gehört hatte, fiel an das neu gegründete Bistum Mechelen. Die zweite Hälfte des 16. Jahrhunderts sah außerdem die Gründung zweier weiterer Universitäten auf dem Gebiet der damaligen Niederlande: Im Jahre 1562 wurde eine Universität in Douai errichtet (Universitas Duacensis), und 1575 gründete Wilhelm von Oranien die Universität in Leiden als Bollwerk gegen das katholische Spanien. Aufgrund der andauernden Kriege Philipps II., in deren Verlauf Löwen belagert und geplündert wurde, von Überschwemmungen und einer Pestepidemie heimgesucht wurde, durchlebte die Universität Ende des 16. Jahrhunderts wieder eine Periode des Niedergangs, und das universitäre Leben und Arbeiten kam beinahe zum Erliegen.
Unter der Herrschaft Albrechts VII. von Österreich und seiner Gemahlin Isabella Clara Eugenia von Spanien als Statthaltern der spanischen Krone erlebte die Universität einen neuen Aufschwung, der bis zum Tode Isabellas im Jahr 1633 anhielt.

#### Niedergang unter Österreich
Unter der österreichischen Herrschaft Maria Theresias und Josefs II., welcher der Universität im Jahr 1781 einen Besuch abstattete, verfiel die Universität langsam. Die aufgeklärt-absolutistischen Habsburger ließen zahlreiche Reformen zur Modernisierung der Universität durchführen, gegen die sich in Löwen heftiger Widerstand regte. Es wurde um althergebrachte Privilegien und die Autonomie der Universität gefürchtet; insbesondere richtete sich der Protest gegen die Abschaffung des Ernennungsrechtes für geistliche Ämter im Jahr 1783 und gegen das Generalseminar, das Josef II. in Löwen als Ersatz für die theologische Fakultät gegründet hatte und das landesweit die Priesterausbildung durchführen sollte. Die Reformen gipfelten in einem kaiserlichen Dekret vom 17. Juli 1788, das die Verlegung der rechtswissenschaftlichen, der medizinischen und der Artistenfakultät nach Brüssel anordnete. Der Umzug fand im September 1788 statt. Nach der Brabanter Revolution wurden die universitären Einrichtungen wieder nach Löwen zurückverlegt, und am 1. März 1790 wurde die feierliche Wiedereröffnung der Universität in Löwen begangen. In der Folge wechselten sich österreichische und französische Truppen in Löwen ab. Am 24. Juni 1793 erhielt die Universität unter österreichischer Herrschaft ihre letzte Charta, in der ihre Privilegien und ihre Rechtspersönlichkeit bestätigt wurden. 1794 fiel Brabant wieder an Frankreich (Erster Koalitionskrieg).
Am 25. Oktober 1797 wurden gemäß dem Frieden von Campo Formio die habsburgischen Territorien in den Niederlanden Teil der Französischen Republik. Per Dekret vom 15. September 1793 wurden alle Universitäten und Kollegien der Republik geschlossen, und die Universität Löwen wurde auch offiziell aufgelöst. Die umfangreiche Bibliothek wurde an die neue École Centrale in Brüssel verbracht, der übrige Besitz ging an den Staat, die Archive wurden in das Staatsarchiv aufgenommen. Der letzte Rektor der alten Universität, Jean-Joseph Havelange, wurde nach Cayenne deportiert, wo er starb.

### Reichsuniversität (1817–1835)
In der Folgezeit setzte sich die Stadt vergeblich für die Ansiedlung einer der neuen Hochschulen in Löwen ein. Der Vorzug wurde Brüssel gegeben. Ab 1815 gehörte Löwen zum Vereinigten Königreich der Niederlande, und es erfolgten Schritte hin zu einer Neustrukturierung des Hochschulwesens. Insbesondere die ehemaligen Professoren der alten Löwener Universität setzten sich für eine Wiedereröffnung dieser Institution ein und warben um Unterstützung bei Wilhelm I., Papst Pius VII. und Kaiser Franz II. Sie erhielten die Unterstützung der Kirche, wohingegen die Stadt Löwen eine moderne Universität im französischen Sinne befürwortete. Als Brüssel sich in der Folge auch als zukünftiger Universitätsstandort ins Spiel brachte, kam es zu einem heftigen Streit zwischen den beiden Städten, der sich noch verschärfte, als Gent ab November 1814 begann, sich gegen die Monopolposition einer zentralen Universität und für die Gründung mehrerer Universitäten einzusetzen, und bei diesem Vorstoß von Brügge, Lüttich und Tournai unterstützt wurde.
Eine sechsköpfige Kommission erarbeitete in der Folgezeit Möglichkeiten der Restrukturierung des Hochschulwesens, wobei insbesondere die Anzahl und der Sitz der neuen Universitäten eine wichtige Rolle spielten. Fünf von sechs Kommissionsmitgliedern sprachen sich schließlich für die Errichtung einer einzigen Universität aus, entweder in Löwen oder in Brüssel, da nur so die nötige Spezialisierung sichergestellt sei. Ein Kommissionsmitglied setzte sich für die Errichtung dreier katholischer Universitäten in Löwen, Lüttich und Gent als Gegenpol zu den drei protestantischen Universitäten in Leiden, Groningen und Utrecht ein. Am 25. September 1816 erging der königliche Beschluss zur Gründung dreier Reichsuniversitäten in Löwen, Lüttich und Gent. In Löwen wurden vier Fakultäten für Rechtswissenschaften, Medizin, Naturwissenschaften und Geisteswissenschaften eingerichtet. Die Gründung einer theologischen Fakultät scheiterte ebenso wie die einer Fakultät für Politik-, Handels- und Finanzwissenschaften. Die Eröffnung der Reichsuniversität in Löwen fand am 6. Oktober 1817 statt, es dauerte aber noch mehr als zwei Jahre, bis die Universität vollständig eingerichtet war. Viele Professoren der Reichsuniversität Löwen waren früher schon Professoren an der Alten Universität von Löwen gewesen, so die Professoren Jean Philippe Debruyn, Étienne Heuschling, letzter lebender Professor des Collegium Trilingue, Xavier Jacquelart, Jean-Baptiste Liebaert, Guillaume Joseph van Gobbelschroy und Ferdinand Sentelet.
Unterrichtssprache war Latein.
Am 14. Juni 1825 wurde in Löwen ein Collegium Philosophicum zur Vorbereitung auf das Theologiestudium gegründet, dessen Besuch für ein späteres Theologiestudium verpflichtend war. In kirchlichen Kreisen löste diese Einrichtung heftigen Widerstand aus. Diese Opposition setzte im Jahr 1829 durch, dass der Besuch des Collegiums nur noch fakultativ und nicht mehr obligatorisch war. 1830 wurde das Collegium vollständig geschlossen.
Nach der Belgischen Revolution, welche auch unter Löwener Studenten zahlreiche Anhänger gefunden hatte, schloss die Provisorische Regierung am 16. Dezember 1830 die Löwener Fakultäten der Rechts- und Naturwissenschaften, um damit die Dezentralisierung der Hochschulausbildung einzudämmen. Der Universität gelang es, diesen Beschluss abzuändern und die juristische Fakultät zu behalten, während sie die naturwissenschaftliche Fakultät im Rahmen der Freiheit der Lehre als freie Fakultät fortführte. Bis zur Neuregelung des Hochschulwesens im Jahr 1835 herrschten in Belgien chaotische Zustände an den Universitäten, die um ihr Fortbestehen kämpfen mussten. Ein Vorschlag von Charles Rogier, die Hochschulbildung wieder in einer zentralen Universität in Löwen zu bündeln, wurde am 4. August 1835 von der Abgeordnetenkammer verworfen, und mit Gesetz vom 27. September 1835 wurde die Reichsuniversität Löwen geschlossen. Die meisten Professoren wechselten daraufhin an die Reichsuniversitäten in Lüttich und Gent.

### Katholische Universität Löwen (1834–1968)

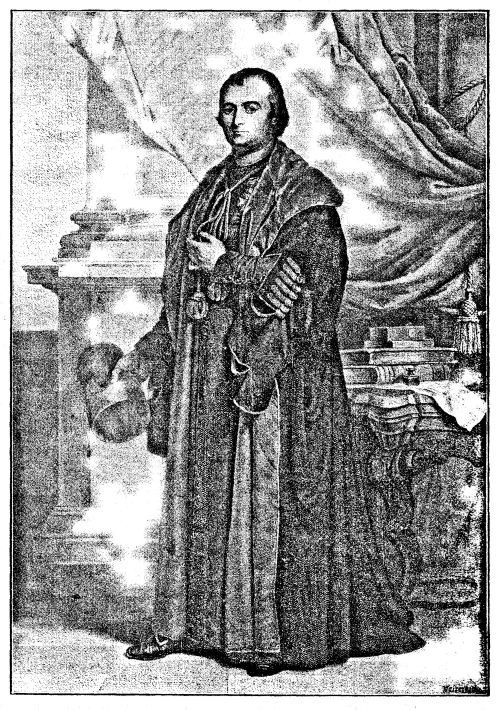
Pierre François Xavier de Ram, erster Rektor der Katholischen Universität

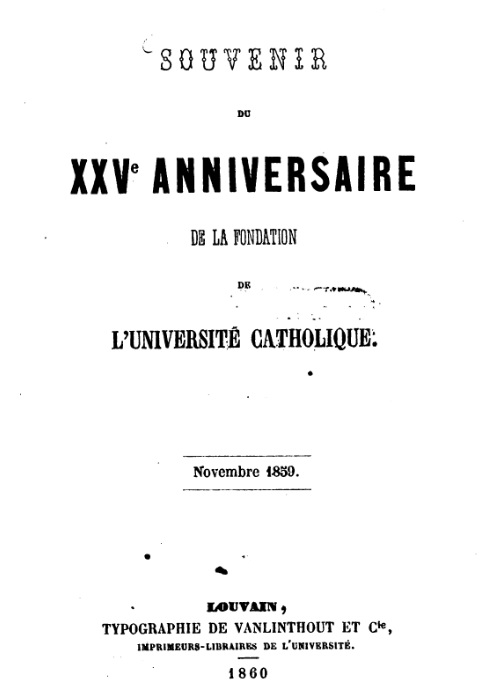
Buch zum 25. Jahrestag der Gründung der Katholischen Universität von Louvain am 3. November 1859.

#### Neue katholische Universität für Belgien
Durch die neue Belgische Verfassung von 1831 wurde die Unterrichtsfreiheit verfassungsrechtlich gewährleistet. Damit bestand für die belgische Bischofskonferenz unter Federführung von Kardinal Engelbert Sterckx die Möglichkeit, eine katholische Universität zu gründen. Papst Gregor XVI. erteilte diesem Vorhaben am 13. Dezember 1833 seine Zustimmung. Die katholische Universität, genannt Katholische Universität Mecheln, wurde in Mechelen eröffnet. Als Rektor wurde mit dem als liberal geltenden, knapp dreißigjährigen Historiker, Philosophen und Theologen Pierre François Xavier de Ram (1804–1865) – seit 1826 erzbischöflicher Sekretär und Archivar in Mechelen, seit 1827 Priester sowie seit 1830 Professor für Kirchengeschichte in Mechelen (Hagiograf und Spezialist für belgische Kirchengeschichte sowie Geschichte der Universität Löwen) – ein Wissenschaftler von Rang und Vertrauter des Kardinals Sterckx ernannt, der sich in den Jahren 1824–1830 unter dem Einfluss des katholischen Philosophen Félicité de Lamennais als Gegner der staatlichen Religionspolitik profiliert hatte und dessen Einsatz unter anderem die Wiederaufnahme der Acta Sanctorum durch die neuen Bollandisten zu verdanken ist. Nach der Schließung der Reichsuniversität in Löwen wurde am 13. Oktober 1835 die Verlegung der Katholischen Universität Mecheln nach Löwen beschlossen. Die Stadt stellte der Universität sieben Gebäude der alten Universität, den botanischen Garten und das Krankenhaus St. Pieter zur Verfügung, die Bischofskonferenz verpflichtete sich im Gegenzug dazu, in Löwen eine Universität zu errichten, „um so die berühmte Akademie, die ungefähr vier Jahrhunderte bestand, wieder aufleben zu lassen“.
Am 1. Dezember 1835 wurde in Löwen das zweite akademische Jahr der katholischen Universität eröffnet. Rektor De Ram, der ein Verfechter des Kontinuitätsgedankens war, organisierte die katholische Universität in starker Anlehnung an die alte Universität. So erhielt die theologische Fakultät wieder ihre Vorrangstellung vor den anderen Fakultäten, der Rektor den Titel Rector magnificus, und bis 1849 wurde das erste Studienjahr der philosophischen und der naturwissenschaftlichen Fakultät in Rückbesinnung an die alte Artistenfakultät gemeinsam durchgeführt. Das Kollegienwesen wurde aufrechterhalten. Gleichzeitig prägte die Universität, die nach dem Willen der belgischen Bischöfe die katholische Akademikerschaft der Zukunft ausbilden sollte, ein streng katholischer Geist.
Die Studentenzahlen der Universität nahmen stetig zu, und sie galt bald wieder als wichtigste Universität des Landes. Jeder fünfte Professor der Universität kam aus dem Ausland. Die katholische Universität in Löwen setzte sich für die Förderung der flämischen Kultur ein und bot als einzige Universität Belgiens Unterricht über die niederländische Sprache an. Das Zerbrechen der Union von Liberalen und Katholiken auf politischer Ebene erwies sich als nachteilig für die Universität. Ein Ersuchen, die Universität zur Rechtsperson zu machen, blieb erfolglos, und 1849 regelte ein neues Gesetz, dass staatliche Stipendien nur an Studenten der Reichsuniversitäten verliehen werden konnten.
Im Frühjahr 1848 kam es in Löwen zu einer Studentenrevolte, nachdem ein Glückwunschschreiben Löwener Studenten an deutsche Studenten, welche an der Deutschen Revolution von 1848/49 teilgenommen hatten, mit Sanktionen von Seiten der Universität geahndet worden war. Die Studenten wandten sich gegen das Reglement der Universität, das sie als zu streng empfanden, und wurden in vorverlegte Osterferien nach Hause geschickt. Sie weigerten sich, dem nachzukommen, und organisierten stattdessen in Eigenregie Lehrveranstaltungen. Zwar wurde das Reglement der Universität daraufhin in geringem Umfang entschärft, doch konnte dies nicht mehr den Wechsel zahlreicher Studenten an die Universität Brüssel verhindern.
Auch Querelen innerhalb der Kirche bremsten die Entwicklung der Universität, und nach dem Tod des Rektors De Ram im Jahr 1865 bot die Frage seiner Nachfolge Zündstoff. Der konservative Kandidat Mgr. Alexandre-Joseph Namèche konnte sich nicht gegen den von Kardinal Engelbert Sterckx favorisierten Philosophieprofessor Mgr. Nicolas-Joseph Laforêt durchsetzen, im Gegenzug wurde als Zugeständnis an die konservativeren Stimmen die Macht des Rektors beschnitten.

#### Technische Fächer und Naturwissenschaften
Im Jahr 1865 wurde in Löwen eine Schule für Ingenieure gegründet. Während die Reichsuniversitäten in Gent und Lüttich bereits seit langem Ingenieure ausbildeten, hatte man in Löwen einer solchen Einrichtung aufgrund der Kostenintensität und des technischen Charakters des Faches, das in einer Universität als fehl am Platze gesehen wurde, zögerlich gegenübergestanden. Im Jahr 1871 reformierte die naturwissenschaftliche Fakultät ihr Programm und gründete nach einer Initiative von Louis Henry und nach deutschem Vorbild die ersten Labore zu Unterrichtszwecken.
Unter Rektor Namèche, der Laforêt nach dessen Tod im Jahr 1872 nachfolgte, wurde 1878 ein Agronomisches Institut als Antwort auf die Krise der Landwirtschaft gegründet. Die Studentenzahlen stiegen von 1045 auf 1512 an, was die Aufrechterhaltung der strengen Aufsicht schwieriger machte. Es entstanden zahlreiche Studentenvereinigungen, die sich in der flämischen Bewegung engagierten. Der Zuwachs und der verstärkte Einsatz von Laboren für praktischen Unterricht brachte es mit sich, dass die Universität neue Gebäude ankaufen und bauen musste, was sie in finanzielle Schwierigkeiten stürzte. Deshalb reichte Rektor Namèche im März 1881 seinen Rücktritt ein. Ihm folgten Mgr. Constant Pieraerts (1881–1887) und Mgr. Jan Baptist Abbeloos (1887–1898) nach. Letzterer war Generalvikar im Erzbistum Mechelen und als erster Rektor nicht Professor an der Universität gewesen.
Abbeloos setzte sich für eine Umgestaltung der Universität von einer reinen Lehranstalt in eine wissenschaftliche Forschungseinrichtung ein. Er förderte die flämische Sprache und Kultur und ließ im Jahr 1889 zum ersten Mal offizielle Dokumente in beiden Landessprachen veröffentlichen. Zudem wurden niederländischsprachige Lehrveranstaltungen in Germanistik und Strafrecht eingerichtet.

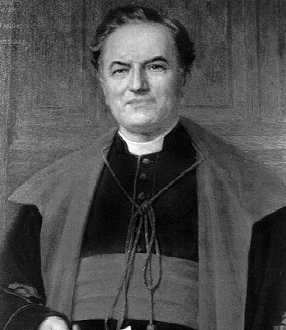
Mgr. Paulin Ladeuze (1870–1940), Rektor der Universität von 1909 bis 1940

Unter dem sechsten Rektor, Mgr. Adolphe Hebbelynck (1898–1909), erholte sich die wirtschaftliche Lage der Universität. 1894 wurde ein Bakteriologisches Institut und 1906 ein Pathologisches Institut gegründet. Henry de Dorlodot errichtete auf eigene Kosten ein Geologisches Institut. Für die Ingenieurausbildung wurde 1901 ein Elektrotechnisches Institut eröffnet und für das Agronomische Institut ein Zootechnisches Institut. Unter den Studenten kamen vermehrt Stimmen auf, die sich für eine Teilung der Lehrveranstaltungen in solche, die in niederländischer, und solche, die in französischer Sprache gehalten wurden, einsetzten. Sie konnten sich mit ihrer Forderung aufgrund wirtschaftlicher Undurchführbarkeit und aufgrund der Tatsache, dass Niederländisch als eine nicht für die Hochschulbildung geeignete Unterrichtssprache gesehen wurde, nicht durchsetzen. Im Jahr 1909 eskalierte die Lage, als Studenten die 75-Jahr-Feier der katholischen Universität mit Kundgebungen störten.
Mit Mgr. Paulin Ladeuze (1870–1940) wurde im Jahr 1909 ein Rektor ernannt, der der Universität mehr als 30 Jahre lang vorstand und als eine ihrer größten Persönlichkeiten gilt. Er engagierte sich für eine bessere Ausstattung der Institute und Labore, ließ die chemischen Labore vollständig renovieren und ein physikalisches Institut bauen. Für die Rechtswissenschaftliche und die Theologische Fakultät wurde ein neues Gebäude errichtet, um in der Tuchhalle die Universitätsbibliothek erweitern zu können. Neben der Forschung wurde auch die Lehre gefördert, vor allem durch neue Lehrveranstaltungen unter anderem in Kunstgeschichte, Zahnheilkunde und Neurologie. Zudem wurden ab 1911 auf Initiative von Ladeuze in jeder Fakultät einige Lehrveranstaltungen zweisprachig angeboten, wobei die Studenten frei wählen konnten, ob sie die Lehrveranstaltung in niederländischer oder in französischer Sprache besuchen und in welcher Sprache sie ihre Prüfungen ablegen wollten. 1911 erhielt die Universität ebenso wie die Freie Universität in Brüssel per Gesetz Rechtspersönlichkeit.

#### Erster und Zweiter Weltkrieg, Sprachenstreit

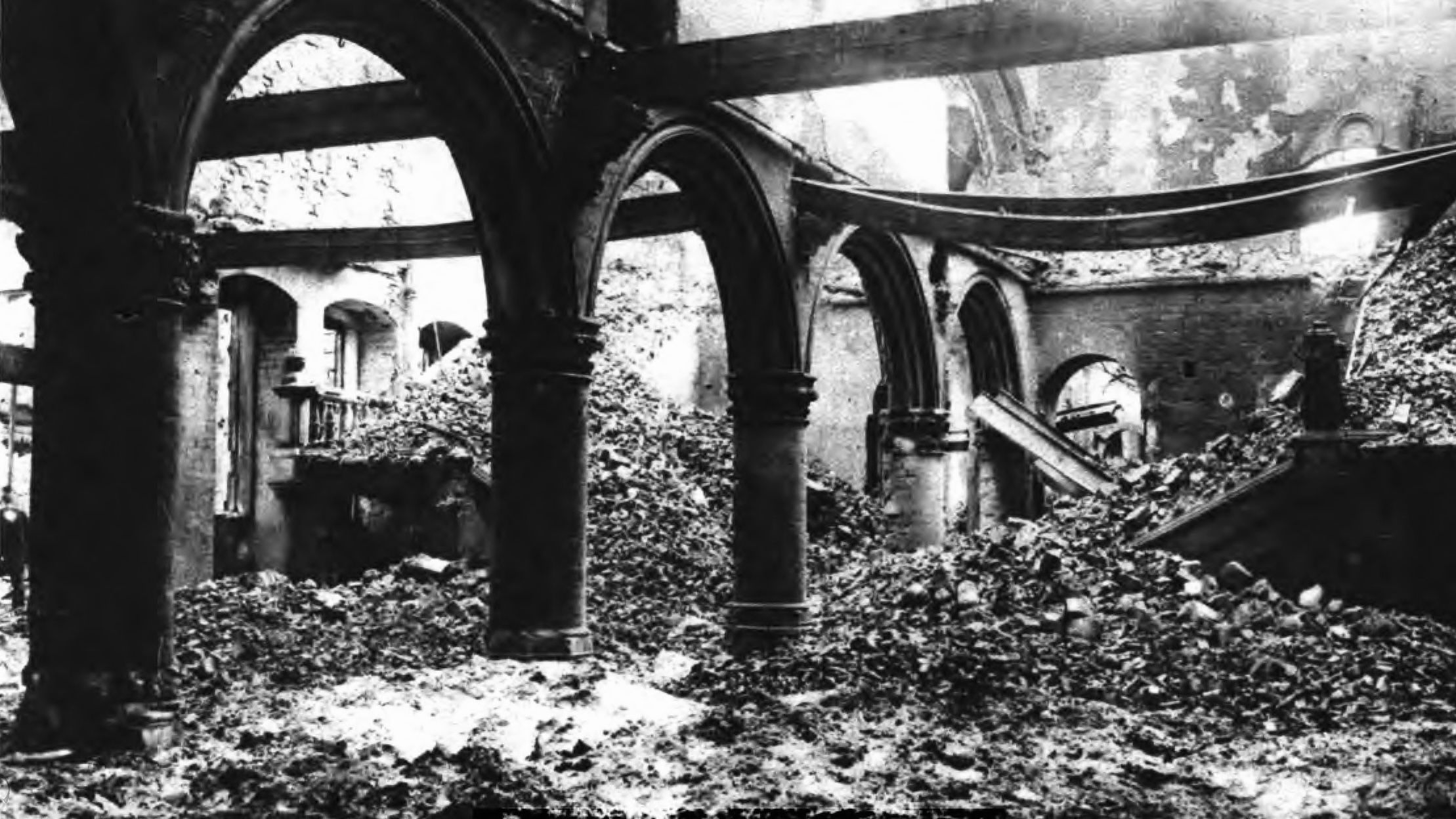
Die zerstörte Universitätsbibliothek

Während des Ersten Weltkriegs nahm die Universität schweren Schaden. Im August 1914 plünderten deutsche Soldaten als Vergeltungsmaßnahme die Stadt und brannten einige Viertel nieder (vgl. Zerstörung Löwens im Ersten Weltkrieg). Auch die Tuchhalle, die die Universitätsbibliothek beherbergte, wurde angezündet und brannte vollständig aus. Etwa ein Dutzend Handschriften, 800 Inkunabeln und 300.000 Bücher, sowie die päpstliche Stiftungsbulle Sapientiae immarcescibilis aus dem Jahr 1425, fielen den Flammen zum Opfer. Insgesamt wurde ein Drittel der Gebäude in der Stadt zerstört, darunter Gebäude der alten Universität und zahlreiche Wohnungen von Professoren, wodurch deren Bibliotheken und Manuskripte verloren gingen. Im Oktober 1914 erfolgte ein Angebot aus Cambridge, die Löwener Universität vorübergehend dorthin zu verlegen, welches aufgrund fehlender Ausreisegenehmigung für die Studenten und wegen des Umstands, dass zahlreiche Professoren an ausländische Universitäten gegangen oder in der Armee tätig waren, abgelehnt wurde. Während des Krieges wurden an der Universität keine Lehrveranstaltungen angeboten.
Am 21. Januar 1919 wurde die Wiederaufnahme des universitären Betriebs festlich begangen. Durch die Ereignisse während des Krieges hatte sich die internationale Bekanntheit der Universität noch vergrößert. Die Initiative „Oeuvre internationale de Louvain“ setzte sich für eine Wiederherstellung der Universitätsbibliothek ein, und die Einschreibungszahlen waren mit 3180 Studenten im Jahr 1919 höher als vor dem Krieg. Die Folgen waren Raumnot und finanzielle Spannungen der ohnehin durch den Krieg schon schuldenbeladenen Universität, die zudem unter der Inflation litt. Hilfe brachten hier eine Kollekte, die von den belgischen Bischöfen im ganzen Land zugunsten der Universität durchgeführt wurde, und Mittel der Kommission für das Belgische Hilfswerk. Zudem sprach der Staat der Universität 1922 eine jährliche Förderung zu.
Als wichtige Neuerung ließ die Universität im Jahre 1920 zum ersten Mal Frauen zum Studium zu, die Einschreibungszahlen waren jedoch nur gering. In der Zeit nach dem Krieg wurden die Forderungen der Studenten nach Unterricht in niederländischer Sprache erneut lauter, stießen damit jedoch auf Bedenken bei der belgischen Bischofskonferenz, die das Entstehen einer Kluft zwischen den Sprachgruppen befürchtete und stattdessen die Gründung einer niederländischsprachigen katholischen Universität in Antwerpen erwog. Als Kompromiss wurde das Angebot der niederländischsprachigen Lehrveranstaltungen erweitert. Da keine finanziellen Mittel für eine doppelte Besetzung jedes Faches mit einem niederländischsprachigen und einem französischsprachigen Professor vorhanden waren, hielten zweisprachige Professoren gegen eine Gehaltserhöhung die Lehrveranstaltungen in beiden Sprachen, viele Professoren wollten jedoch nicht ihre Zeit hierauf verwenden. Die Beziehungen zwischen den flämischen Studenten und der Hochschulleitung entspannten sich in der Folge nicht, und die beiden großen Studentenvereinigungen „Fédération wallonne“ und „Katholiek Vlaamsch Hoogstudenten Verbond“ befanden sich im offenen Streit. Die flämischen Studentenvereinigungen nahmen dementsprechend auch nicht an der 500-Jahr-Feier der Universität im Juli 1927 teil.
Der Zweite Weltkrieg zeitigte für die Universität noch schwerere Folgen als der erste. In der Nacht vom 16. auf den 17. Mai 1940 wurde die Universitätsbibliothek zum zweiten Mal völlig zerstört und nur 15.000 ihrer 900.000 Bände konnten gerettet werden. Zahlreiche Universitätsgebäude wurden beschädigt oder besetzt, viele Professoren und Studenten flohen ins Ausland. Rektor Mgr. Honoré Van Waeyenbergh, der am 19. März 1940 Ladeuze nachgefolgt war, setzte sich trotzdem für eine Aufrechterhaltung des universitären Betriebs ein. Er untersagte den Löwener Professoren Einladungen nach Deutschland anzunehmen und ließ keine deutschen Gastprofessoren an der Universität zu. Zudem wehrte er sich gegen jede Einmischung von deutscher Seite hinsichtlich der Ernennung von Professoren. Als Ende 1941 die Brüsseler Universität geschlossen wurde, wechselten 583 Studenten von dort an die Universität Löwen. Zudem ließen sich vermehrt Studenten einschreiben, um der Zwangsarbeit zu entgehen. Die Anzahl der Löwener Studenten stieg damit auf 7.770 im Jahr 1943, was erneut zu Raumnot führte. Als die deutschen Besatzungstruppen im Jahr 1943 die Studenten des ersten Studienjahres für ein halbes Jahr zur Zwangsarbeit in deutschen Fabriken verpflichten wollten, verweigerte die Universität die Herausgabe der Einschreibungslisten. Van Waeyenbergh wurde in der Folge am 5. Juni festgenommen und am 30. Juni zu einer 18-monatigen Freiheitsstrafe verurteilt. Nach Kritik aus Belgien und von Seiten des Heiligen Stuhls wurde die Strafe am 23. September gemildert. Im Frühjahr 1944 wurde Löwen erneut schwer bombardiert, diesmal durch die Alliierten. Zahlreiche Universitätsgebäude wurden vollständig zerstört, und ein Professor sowie neun Studenten getötet. Weitere Schäden entstanden, als die abziehenden deutschen Truppen die Dijlebrücken sprengten.

#### Wiederaufbau nach 1945 und Expansion bis zur Teilung 1968
Der Wiederaufbau begann anschließend zügig, und im akademischen Jahr 1945 konnten bereits wieder alle Lehrveranstaltungen abgehalten werden. Die folgenden Jahre sahen sowohl die Erweiterung und Modernisierung der bestehenden universitären Einrichtungen als auch die Gründung zahlreicher neuer. 1949 wurde die Wirtschafts- und Sozialwissenschaftliche Fakultät gegründet und 1961 die ehemalige Ingenieurschule in eine Fakultät für Angewandte Wissenschaft umgewandelt.
Die Spannungen zwischen den französisch- und den niederländischsprachigen Studenten, die in den 30er-Jahren abgeflaut waren, nahmen in den 50er-Jahren wieder zu. Die Löwener Universität war noch immer eine überwiegend französischsprachige Einrichtung, obwohl mittlerweile die Lehrveranstaltungen und auch die Verwaltung zweisprachig waren. 1960 überstieg zum ersten Mal die Zahl der flämischen Studenten die der französischsprachigen. Auf politischer Ebene wurde mit der Reform der Sprachgesetzgebung begonnen. Die französischsprachigen Professoren der Universität sahen sich dadurch zusehend in Bedrängnis und gründeten die „Association du corps académique et du personnel scientifique de l’Université de Louvain“ (ACAPSUL), als Gegenstück hierzu entstand ein Zusammenschluss flämischer Professoren. Im Anschluss an den Erlass der Sprachgesetze 1962/1963 reiften Überlegungen, den französischsprachigen Teil der Universität in die Wallonie zu verlegen.
Die Universität Löwen hatte sich inzwischen zu der mit Abstand größten Universität in Belgien entwickelt, und die hohen Einschreibungszahlen verursachten Raumnot. Am 9. April 1965 wurden einige wenige Lehrangebote nach Woluwe-Saint-Lambert/Sint-Lambrechts-Woluwe und Kortrijk ausgelagert. Aufgrund der aufgeheizten Stimmung in Löwen nahm im Dezember 1965 eine Kommission ihre Arbeit auf, die sich unter dem Vorsitz der Professoren Edward Leemans und Xavier Aubert mit der Umstrukturierung der Universität befasste. Sie kam nach dreimonatiger Arbeit zu unterschiedlichen Ergebnissen: Während sich die französischsprachigen Mitglieder gegen eine Verlegung in die Wallonie aussprachen, wurde dies von den flämischen Mitgliedern befürwortet.
Die belgische Bischofskonferenz bekräftigte in einer Erklärung vom 13. Mai 1966 die institutionelle, funktionelle und geographische Einheit der Universität, befürwortete gleichzeitig die Stärkung der Autonomie der beiden Sprachgruppen und sah im Hinblick auf die stetig wachsenden Studentenzahlen eine mögliche Lösung in der Dezentralisierung. In Flandern stieß diese Erklärung auf Ablehnung, sie wurde als autoritär, klerikal und anti-flämisch betrachtet. Als Zugeständnis ernannte die Bischofskonferenz in der Folge Pieter De Somer als Prorektor des niederländischsprachigen Teils und Professor Edward Leemans als Generalkommissar der Universität, beide Laien und flämisch gesinnt. Die Studentenunruhen dauerten trotzdem an. Demgegenüber begann sich im französischsprachigen Lager die Einsicht durchzusetzen, dass sich eine Teilung nicht mehr vermeiden lasse, und es mehrten sich die Stimmen, die einen Umzug begrüßten. Im Herbst 1968 wurde die Spaltung der Katholischen Universität Löwen in die Katholieke Universiteit Leuven und die Université catholique de Louvain beschlossen. In monatelangen Verhandlungen wurde über die Modalitäten der Trennung beraten, insbesondere über die Entschädigungszahlungen, welche die Université catholique de Louvain für die in Löwen zurückgelassenen Gebäude und Einrichtungen erhalten solle. Für die Université catholique de Louvain wurde ab 1971 eine neue Stadt südlich der Sprachgrenze, Louvain-la-Neuve („Neu-Löwen“), errichtet, die erste belgische Neugründung einer Stadt seit Charleroi im Jahre 1666. Per Gesetz erhielten beide Universitäten am 28. Mai 1970 Rechtspersönlichkeit.

## Kontroverse um die Kontinuitätsfrage

Siegel der Katholieke Universiteit Leuven in Löwen mit Gründungsdatum 1425

Aufgrund der zweimaligen Schließung der Universität und Eröffnung in jeweils neuer Form und Ausrichtung wird unter Historikern teilweise die Ansicht vertreten, die alte Universität, die Reichsuniversität und die katholische Universität seien drei verschiedene Einrichtungen, zwischen denen es keinerlei historische Kontinuität gäbe. Die heutige Katholieke Universiteit Leuven und die Université catholique de Louvain könnten sich dementsprechend nicht auf eine Gründung im Jahr 1425, sondern lediglich im Jahr 1834 berufen. Ganz überwiegend wird jedoch die historische Kontinuität bejaht. Kaum eine kontinentaleuropäische Universität, die im Mittelalter gegründet wurde, habe im Laufe ihrer Geschichte ihre ursprüngliche Struktur behalten und könne auf eine lückenlose Kontinuität zurückblicken. Wenn sich auch die universitären Einrichtungen in Löwen den veränderten Umständen angepasst hätten, so bestehe doch Kontinuität der Universität zu Löwen, die sich auch in den im Laufe der Jahrhunderte unverändert gebliebenen räumlichen Gegebenheiten auspräge. Im Rahmen der Verlegung der Katholischen Universität von Mechelen nach Löwen im Jahr 1835 sei zudem zwischen der Stadt Löwen und der belgischen Bischofskonferenz ausdrücklich von einer Quasi-Wiedereröffnung der alten Universität gesprochen worden. Letztlich geht es bei der Auseinandersetzung um die Frage nach der Legitimität eines Kontinuitätsanspruchs der heutigen, konfessionellem Einfluss unterliegenden universitären Institutionen, der von den Kritikern als unzulässige Vereinnahmung einer ganz andersartigen Tradition angesehen wird. Aufgrund der Tatsache, dass religiös und weltanschaulich bedingte Einstellungen, über die naturgemäß kein Einvernehmen zu erzielen ist und die auch nicht durch Mehrheitsentscheidungen zu erledigen sind, die Diskussion prägen, ist es teilweise zu einer Verhärtung der Positionen und mangelnder Sachlichkeit in der Argumentation gekommen. Im Hintergrund stehen offensichtlich allgemeinere Fragen wie die nach der Daseinsberechtigung von Universitäten in kirchlicher Trägerschaft, nach dem Verhältnis von Staat und Kirchen und nach dem gesellschaftlichen und politischen Einfluss der katholischen Kirche in Belgien und darüber hinaus.
Das Selbstverständnis der Katholischen Universität Löwen verhielt sich nach ihrer Einrichtung im Jahre 1834 nicht widerspruchsfrei zu dieser Frage. Während der ausdrückliche Wunsch herrschte, an die alte Universität anzuknüpfen, und der erste Rektor, Pierre De Ram, die Organisation der katholischen Universität stark an die alte Alma Mater anlehnte, feierte die Universität im Jahre 1884 ihr fünfzigjähriges und im Jahr 1909 ihr 75-jähriges Bestehen. Demgegenüber zeigte sich ihr Selbstverständnis als Institution mit mittelalterlichen Wurzeln in der feierlichen Präsentation der päpstlichen Stiftungsbulle von 1425 im Jahr 1909. Der Bewusstseinswandel erfolgte aufgrund des Ersten Weltkriegs, in dem Löwen die Opferrolle einer jahrhundertealten Institution gegenüber der deutschen Barbarei zugewiesen wurde. 1927 wurde verspätet der 500. Jahrestag der Gründung der Universität gefeiert und am Jahrestag 1934 lediglich der Wiedereröffnung der alten Universität gedacht. Im Akademischen Jahr 1975/1976 wurde feierlich der 550. Jahrestag der Universität begangen. Zu diesem Anlass erschien auch die umfassende Chronik De universiteit te Leuven 1425–1975, ein Gemeinschaftswerk der Katholieke Universiteit Leuven und der Université catholique de Louvain. Die Universitäten betrachten sich heute fraglos als Nachfolgeinstitutionen der alten Universität. Das Gründungsdatum 1425 führen beide Universitäten in ihrem Siegel, allerdings erst seit 1968.

## Auszeichnungen
Das Archiv und Handschriften der alten Universität Löwen von 1425 bis 1797 sind vollständig und unberührt geblieben und seit 2013 in „the Memory of the World Register“ (Weltdokumentenerbe) eingeschrieben.

### Allgemein
- De Universiteit te Leuven. Universitaire Pers Leuven, Löwen 1976, ISBN 90-6186-034-2.
- Jo Tollebeek, Liesbet Nys: De stad op de berg: een geschiedenis van de Leuvense Universiteit sinds 1968. Universitaire Pers Leuven, Löwen 2005, ISBN 90-5867-479-7.
- Chris Coppens, Mark Derez,  Universiteitsbibliotheek Leuven 1425–2000. Universitaire Pers Leuven, Löwen 2005, ISBN 90-5867-466-5.
- Richard Mathes, Löwen und Rom. Zur Gründung der Katholischen Universität Löwen unter besonderer Berücksichtigung der Kirchen- und Bildungspolitik Papst Gregors XVI. Essen, 1975.
- Denis Valentin, Die Katholische Universität zu Löwen: 1425–1958. Löwen 1958.
- André Tihon: Art. Löwen. In: Lexikon für Theologie und Kirche. Band 6. 3. Auflage. Herder, Freiburg/Basel/Wien 2006, Sp. 1070–1073.
- Herman Todts, Willy Jonckeere: Leuven Vlaams. Splitsingsgeschiedenis van de Katholieke Universiteit Leuven. Davidsfonds, Löwen 1979, ISBN 90-6152-305-2.

### Alte Universität
- Nicolaus Vernulaeus: Academia Lovaniensis. Ejus origo, incrementum, viri illustres, res gestae, Löwen, 1627.
- Valerius Andreas: Fasti academici Lovanienses, Löwen, 1635.
- Freiherr Friedrich von Reiffenberg: Mémoires sur les deux premiers siècles de l'Université de Louvain, Brüssel, 1829–1835.
- Pierre De Ram, Laforêt et Namêche: Analectes pour servir à l'histoire de l'Université de Louvain, in: Annuaire de l'Université de Louvain, 1838–1865.
- F. Nève: Mémoire historique et littéraire sur le collège des Trois-langues à l'Université de Louvain, Brüssel, 1856.
- E. Reusens: Documents relatifs à l'histoire de l'Université de Louvain (1425–1797), in: Analectes pour servir à l'histoire ecclésiastique, t. XVII et seq., 1881–1892.
- Pierre De Ram: Codex veterum statutorum Academiae Lovaniensis, Brüssel, 1881.
- Arthur Verhaeghen: Les cinquante dernières années de l'ancienne Université de Louvain, Lüttich, 1884.
- Edmond Henri Joseph Reusens: Matricule de l'Université de Louvain. Kiessling, Bruxelles 1903. Digitalisat
- Léon van der Essen: L'université de Louvain, Brüssel, 1945.
- F. Claeys Boúúaert: L'Ancienne Université de Louvain, Études et Documents, Löwen, 1956.
- F. Claeys Boúúaert: Contribution à l'histoire économique de l'Ancienne Université de Louvain, 1959.
- Claude Bruneel: Répertoire des thèses de l'Ancienne Université, Löwen, 1977.
- Emiel Lamberts, Jan Roegiers: Leuven University, 1425–1985, Leuven, University Press, 1990.
- Jan Roegiers: Was de oude Universiteit Leuven een Rijksuniversiteit? In: Archief-en bibliotheekwezen in België, 1990, S. 545.

### Reichsuniversität Löwen
- Annales Academiae Lovaniensis, 1821–1827 (1817 bis 1826).
- Annales Academiae Lovaniensis, 1821: Discours prononcé le 6 octobre 1817 à l'occasion de l'installation de l'Université par M. le docteur François-Joseph Harbaur, professeur en médecine, nommé recteur magnifique de la même université.
- J. J. Dodt: Repertorium dissertationum belgicarum. Utrecht 1835.
- A. Ferrier: Description historique et topographique de Louvain. Haumann, Cattoir et Cie, Brüssel 1837.
- E. Van Even: Louvain monumental…. C.-J. Fonteyn, Löwen 1860.
- Victor Brants: La faculté de droit de l'Université de Louvain à travers cinq siècles (1426–1906) esquisse historique. Löwen 1906.
- Hubert Nélis: Inventaire des archives de l'Université de l'État à Louvain. Hayez, Brüssel 1917.
- Albert Bruylants: Les chimistes louvanistes et leur temps. Band 2: L'École Centrale de la Dyle (1795–1814) et l'Université d'État (1816–1835). In: Bulletin trimestriel de l'Association des Amis de l'Université de Louvain. Nr. 3, 1955.
- Gisela Wild: Leopold August Warnkönig 1794–1866. Ein Rechtslehrer zwischen Naturrecht und historischer Schule und ein Vermittler deutschen Geistes in Westeuropa (= Freiburger rechts- und staatswissenschaftliche Abhandlungen. Band 17). Karlsruhe 1961.
- B. Borghgraef van der Schueren: De Universiteiten in de Zuidelijke Provincies onder Willem I. Brüssel 1973.
- La faculté de droit de l'Université d'État de Louvain. In: Jura Falconis. Band 11, 1975, Nr. 3.
- Mia De Neef: De Faculteit Wijsbegeerte en Letteren van de Rijksuniversiteit te Leuven (1817–1835). nicht edierte Thesis, KUL Löwen 1986.
- Emiel Lamberts, Jan Roegiers: Leuven University, 1425–1985. University Press, Löwen 1990.